# زوريا لوهانسك
زوريا لوهانسك (أوكرانية: ФК «Зоря» Луганськ) هو فريق كرة قدم أوكراني. مقر النادي في مدينة لوهانسك (المعروفة سابقاً باسم فوروشيلوفغراد)، لوهانسك أوبلاست، أوكرانيا. ومع ذلك، يلعب الفريق حالياً مبارياته، في سلافيوتيتش-أرينا في زابوريجيا، بسبب الحرب في شرق أوكرانيا.

## روابط خارجية
- الموقع الرسمي